# Ulica Czynszowa w Warszawie
Ulica Czynszowa – ulica w dzielnicy Praga-Północ w Warszawie.

## Historia
Ulica została wytyczona w roku 1865 w związku z parcelacją terenu Nowej Pragi przez Ksawerego Konopackiego.
Około roku 1895 posesje przy Czynszowej nabył Antoni Kochański. Przed rokiem 1914 przy północnym odcinku planowanego przedłużenia Czynszowej tymczasowo działał plac targowy. Po odkupieniu od Kochańskiego owych posesji przez Władysława Pachulskiego i Andrzeja Domańskiego, na miejscu dawnej zabudowy wzniesione zostały kamienice czynszowe i koszarowe domy robotnicze przypisanych numeracji ulic Stalowej i Strzeleckiej. Domański i Pachulski planowali dalszą zabudowę kamienicami wzdłuż północnego przedłużenia Czynszowej, które było planowane co najmniej od lat 70. XIX w.
Posesje przy południowym odcinku ulicy nabył w roku 1896 Leopold Daab, którego rodzina z czasem wykupiła całą pierzeję ulicy. Około roku 1890 Leopold Daab wzniósł na rozległej posesji u zbiegu ze Stalową trzy kamienice; kolejne, należące do innych właścicieli powstały już w XX wieku.
Rejon Nowej Pragi z ulicą Czynszową przyłączono do Warszawy w roku 1889. Około roku 1910 ulicami Stalową i Czynszową poprowadzono linię tramwaju elektrycznego. 
Zabudowa ulicy przetrwała okres II wojny światowej.
Południowy odcinek ulicy pełni funkcję pętli tramwajowej − tramwaje wjeżdżają w nią z ulicy Wileńskiej i następnie zaczynają stąd nowy kurs odjeżdżając w kierunku ul. Stalowej.